# Horia (localidad de Tulcea)
Horia (antiguamente Ortachioi) es una localidad rumana de la comuna homónima, en el condado de Tulcea.

## Toponimia
El antiguo nombre del lugar puede encontrarse escrito con grafías como Orta-Chioi y Ortachioi. Pasó a llamarse Horia.

## Historia
Hacia finales del siglo XIX, la localidad, que ya por entonces pertenecía al condado de Tulcea, formaba parte de la comuna homónima de Orta-Chioi, de la que era capital, y tenía contabilizada una población de 225 habitantes.
En la segunda mitad del siglo XX había pasado a formar parte de la comuna homónima de Horia. En el censo de 2021 la localidad tenía una población de 917 habitantes.